# Bentley Brooklands
Bentley Brooklands je luksuzni automobil kojeg proizvodi engleski Bentley, a trenutačno je u proizvodnji druga generacija. U svojoj prvoj generaciji to je bila limuzina koju je nakon šest godina proizvodnje 1998. zamijenio Arnage, dok je druga generacija na tržište došla 2008., ovoga puta kao kupe koji će biti proizveden u svega 550 primjeraka. 
Novi Brooklands ima 6 ¾-litreni V8 motor s 530 KS i čak 1050 Nm koji svoje podrijetlo vuče još iz doba dok je Rolls-Royce bio vlasnik Bentleya. Omogućuje mu ubrzanje do 100 km/h za oko 5 sekundi i maksimalnu brzinu od 296 km/h. 

## Tehnički podaci
|                     | Brooklands                    |
| ------------------- | ----------------------------- |
| Motor               | V8 biturbo                    |
| Obujam              | 6761 cm³                      |
| Snaga               | 395 kW (537 KS) pri 4000/min. |
| Okretni moment      | 1050 Nm pri 3250/min.         |
| Mjenjač             | automatski sa 6 brzina        |
| Maksimalna brzina   | 296                           |
| 0-100 km/h          | 5,3                           |
| Prosječna potrošnja | 19,5                          |
| Emisija CO2         | 465                           |
| Cijena u Njemačkoj  | 345.100 €                     |

## Vanjska poveznica
- Bentley Motors